# Anastasija Konkina
Anastasija Aleksandrowna Konkina (ros. Анастасия Александровна Конкина, ur. 1 grudnia 1993) – rosyjska judoczka.
Zajęła siódme miejsce na mistrzostwach świata w 2021; uczestniczka zawodów w 2018 i 2019. Medalistka w zawodach drużynowych w 2018 i 2019. Startowała w Pucharze Świata w latach 2014-2017 i 2019. Brązowa medalistka mistrzostw Europy w 2018, a także w drużynie w 2021. Zdobyła złoty medal w drużynie na igrzyskach europejskich w 2019.
Trzy medale na MŚ wojskowych. Mistrzyni Rosji w 2015 i 2021; druga w 2017 i trzecia w 2016 roku.